# DocMe
DocMe.ru — бесплатный интернет-сервис для публикации, хранения и чтения документов различных форматов.

## История
Разработчики — пять молодых петербургских веб-мастеров, которым захотелось сделать удобной публикацию и обмен файлов разных форматов в Internet. Разработка началась во второй половине 2009 года и проект был запущен в августе 2010 года. DocMe придерживается концепции Веб 2.0.[уточнить]
В июле 2010 года DocMe проводил конкурс для блогеров на лучший анонс о проекте.
Сайт на домене RU был заблокирован Роскомнадзором по решению Мосгорсуда № 3-0784/2019, 17 сентября 2019, после чего, или ранее, он перестал работать.
Сайт на домене SU был заблокирован Роскомнадзором по решению Минкомсвязи 1з-27808/2021, на основании статьи 15.6-1.

## Технология
DocMe использует технологию Flash и поддерживает большое количество форматов текстовых и презентационных файлов, среди которых и самые распространённые: .doc, .xls, .pdf, .ppt и .rtf. Текст документа, в зависимости от формата и настроек безопасности, индексируется поисковыми системами. Используя flash-viewer (вьюер) можно встраивать документы прямо в блог (как YouTube, например).
Возможна авторизация через OpenID.

## Поддерживаемые форматы
В данный момент поддерживаются форматы:
- Microsoft Excel (.xls, .xlsx)
- Microsoft PowerPoint (.ppt, .pptx)
- Microsoft Word (.doc, .docx)
- OpenDocument formats (.odt, .odp, .ods, .odc, .odg, .odi, .odm)
- OpenOffice.org XML formats (.sxw, .sxi, .sxc, .sxd)
- Plain text (.txt)
- Portable Document Format (.pdf)
- PostScript (.ps)
- Rich Text Format (.rtf)
- Comma Separated Values (.csv)
- WordPerfect Document (.wpd)
- DjVu Image (.djvu)
- FictionBook (.fb2)
- Compiled HTML Help File (.chm)